# 67式木柄手榴弹
67式木柄手榴弹是中華人民共和國於1960年代中期研制，1967年完成设计定型的手榴彈。它是在63式木柄手榴弹基础上改进而成的，主要是为解决63式木柄手榴弹存在的使用不安全、投掷时早炸和易受潮瞎火等严重问题而研制。

## 技术特点
67式木柄手榴弹的主要改进是：改进了发火机构的结构和生产工艺；改进了全弹的密封包装。如63式木柄手榴弹发火机构采用的是铅拉火管与雷管直接卡合的结构，容易产生窜火造成早炸，67式木柄手榴弹的发火机构在拉火管和雷管之间增加了一节导火索，导火索一端与拉火管卡合，另一端与雷管卡合，结合部涂密封胶防潮隔火，发火头药剂用硫氰酸铅取代雷汞，同时严格控制生产工艺，从而较好地解决了早炸和易受潮的问题。此弹60年代末开始装备中國人民解放軍，仍是解放軍的制式装备。它的主要优点是结构简单，造价低廉，便于大批量生产；缺点是全弹质量过大，体积过大，破片数量较少。

## 外部連結
（中文）中国67式木柄手榴弹 